# ワンストライプ
ワンストライプ (One Stripe 2021年10月4日 - ) は南アフリカ共和国生産・調教の競走馬である。
主な勝ち鞍は2024年のケープギニー、2025年のキングスプレート。